# Ракий
Ракий в древногръцката митология е водач на първите гърци, които се установяват в Кария. Цар на Кария. Неговият дворец се намирал в Колофон в Йония. От съпругата си, пророчицата Манто, е баща на гадателя Мопс.